# Sexual Madness
Sexual Madness ist das dritte Studioalbum des deutschen Eurodance-Projekts E-Rotic. Die erste und einzige Singleauskopplung aus dem Album war die Single Turn Me On.

## Hintergrund
Nach den großen Erfolg von dem vorherigen Album The Power of Sex hat man sich entschieden, noch ein Album rauszubringen. Sängerin war Lyane Leigh und Rapper und gleichzeitig auch Produzent David Brandes. Die erste und auch einzige Singleauskopplung war der Song Turn Me On. Das Album hatte große Erfolge in Osteuropa, Japan, Russland und Skandinavien. Allerdings blieb erstmals, im Gegensatz zu den letzten beiden Alben, der Erfolg in Deutschland aus.

## Musik
Wie bereits bei den Vorgängeralben Sex Affairs und The Power of Sex ist Sexual Madness stilistisch ein typisches Eurodance-Album der 1990er, das weitestgehend von stampfenden Beats und eingängigen Synthesizern dominiert wird. Auf den meisten Songs gibt es eine Rap-Strophe von David Brandes und einen gesungenen Refrain von Lyane Leigh, einen zusätzlichen Instrumental-Refrain nach dem Gesangspart, und immer wieder eingestreute Geräusche, die sich wie Stöhnen bei Geschlechtsverkehr anhören.
Der Song "Gotta Get It Groovin'" war schon 1994 als Single unter dem Künstlernamen IQ-Check erschienen.

## Covergestaltung
Das cartoonartige CD-Cover zeigt ein Mann, auf denen viele nackte kleine Frauen, auf den Kopf des Mannes liegen. Je nach Edition, unterscheidet sich die Grafik und Darstellung des Covers.

## Titelliste
Standard Edition
1. Sexual Madness – (3:47)
2. Turn Me On – (3:44)
3. Save Me – (3:17)
4. Give Me Delight – (4:53)
5. Don't Say We're Through – (4:40)
6. All I Desire – (3:48)
7. I Want You – (3:22)
8. Gotta Get It Groovin' – (3:51)
9. Shenandoah – (3:56)
10. Send Me A Message Of Love – (3:55)
11. Is It You – (3:37)
12. When I Cry For You – (4:04)

Japan Edition
1. Sexual Madness – (3:47)
2. Turn Me On – (3:44)
3. Save Me – (3:17)
4. Give Me Delight – (4:53)
5. Don't Say We're Through – (4:40)
6. All I Desire – (3:48)
7. I Want You – (3:22)
8. Gotta Get It Groovin' – (3:51)
9. Shenandoah – (3:56)
10. Send Me A Message Of Love – (3:55)
11. Is It You – (3:37)
12. When I Cry For You – (4:04)
13. Lay Me Down
14. Dreams Never Die